# (824) Anastasia
(824) Anastasia ist ein Asteroid des Hauptgürtels, der am 25. März 1916 vom russischen Astronomen Grigori Nikolajewitsch Neuimin in Simejis entdeckt wurde.
Der Asteroid wurde nach Anastasia Semenoff, einer Bekannten des Entdeckers benannt.